# Lærdalselven
Lærdalselven er en elv, der løber fra de vestlige dele af Filefjell og Hemsedalsfjellet og ud i Lærdalsfjorden, der er en sydlig fjordarm af Sognefjorden.
Afvandingsområdet er på 1183 kvadratkilometer. Elven er en del af Lærdalsvassdraget, som er det største vandsystem i det tidligere Sogn og Fjordane Fylke, nu en del af Vestland Fylke.
Lærdalselven internationalt berømt for sit fine fiskeri efter atlanterhavslaks. Gennem tiderne har fiskeriet her været som en magnet på kongelige, kendte og rigfolk. Norges kong Harald 5. har regelmæssigt fisket her siden 1970'erne. Det var britiske lorder, som i 1850'erne fandt vej til Lærdalen, hvor de lejede fiskeriet og lod opføre lodges, hvortil de hver sommer vendte tilbage for at opleve Vestlandets natur og fiskeriet efter elvens store laks og havørreder.
Lærdalselven bliver ofte kaldt Dronningen blandt lakseelve, og ved åbningen af Norsk Vildlakscenter omtalte Kong Harald 5. den som "min anden dronning".
I 1996 blev lakseparasitten Gyrodactylus salaris påvist, og i et forsøg på at blive den kvit har elven været behandlet med rotenon i 1997. Rotenon er en gift udvundet af en plante, og behandlingen slår alt dyreliv ihjel. Ved behandlingen af Lærdalselven opfiskede man 12 tons døde laks og ørreder.
Parasitten dukkede op igen seks-syv år senere, og man genbehandlede elven i efteråret 2005 og foråret 2006, denne gang med surt aluminium. Alligevel blev parasitten påvist på en lakseunge 16 kilometer oppe fra havet i oktober 2007. I april 2008 blev floden sammen med naboelven Erdalselva på ny behandlet med surt aluminium. Siden er elven efter at have været fredet i en årrække igen blevet åbnet for laksefiskeri.
Lærdalselven har formet dalstrøget gennem Lærdal. Historien fortæller om stadige og til dels voldsomme oversvømmelser. Elven dannede ofte nye løb, hvilket er forklaringen på, hvorfor flere gårde i dag har jord på begge sider af elven. I 1890'erne sikrede man flere steder elvløbet med sten, men der har alligevel været flere oversvømmelser siden, de største i 1920 og 1924. I maj 1971 var der også en større oversvømmelse, hvor man anslog, at elvens vandføring steg til et sted mellem 480 og 660 kubikmeter pr. sekund.
Lærdalselvens vand udnyttes i dag til vandkraftproduktion, og Borgund kraftværk producerer årligt omkring 1.000 GWh på tre kraftværker.